# Романівка (Звягельський район)
Рома́нівка — село в Україні, адміністративний центр Брониківської сільської громади Звягельського району Житомирської області. Населення становить 735 осіб. До 2017 року орган місцевого самоврядування — Брониківська сільська рада.

## Географія
Село Романівка розміщене за 77 км від обласного центру та 11 км від районного центру. Через село тече річка Лубня, права притока Тні та пролягає автошлях міжнародного значення М06E40.

## Історія
Село Новоград-Волинського повіту Волинської губернії. Відстань від повітового міста складала 10 верст.
У 1923—1973 роках — адміністративний центр колишньої Романівської сільської ради Новоград-Волинського району.
З 2017 року село у складі Брониківської сільської громади.
16 листопада 2022 року Верховною Радою України було ухвалено рішення про перейменування Новоград-Волинського району в Звягельський.

## Населення

### Мова
Розподіл населення за рідною мовою за даними перепису 2001 року:
| Мова            | Кількість | Відсоток |
| --------------- | --------- | -------- |
| українська      | 710       | 96.60%   |
| російська       | 23        | 3.13%    |
| інші/не вказали | 2         | 0.27%    |
| Усього          | 735       | 100%     |